# European Medical Students’ Association
Die European Medical Students’ Association - Association Européenne des Étudiants en Médecine (EMSA), deutsch: europäische Vereinigung der Medizinstudenten, ist eine international-europäische Medizinstudierendenvereinigung. Sie wurde 1990 in Brüssel gegründet.

## Arbeit
EMSA ist in zahlreichen europäischen Ländern tätig und konzentriert sich dabei vor allem auf die Arbeitsfelder medizinische Ausbildung, europäische Gesundheitspolitik, europäische Integration und Kultur, Public Health, medizinische Wissenschaft sowie Medizinethik und Menschenrechte.
Um ihre Positionen festzulegen, bearbeitet die EMSA sogenannte Positionspapiere zu verschiedenen medizinischen und hochschul-/gesundheitspolitischen Themen. Diese können online eingesehen werden.
Zweimal pro Jahr veranstaltet die EMSA sogenannte General Assemblies, auf denen alle Wahlen stattfinden sowie Satzungsänderungen, Projekte und Positionspapiere abgestimmt werden. Diese finden im Regelfall einmal im Frühjahr (Spring Assembly) und im Herbst (Autumn Assembly) statt.

## Vision und Mission
Die EMSA ist in zahlreichen europäischen Ländern tätig. Ihre Vision ist dabei:
"EMSA envisions a united and solidary Europe in which medical students actively promote health.

„EMSA empowers medical students to advocate health in all policies, excellence in medical research, interprofessional healthcare education, and the protection of human rights across Europe. We are committed to ensuring the highest standards of healthcare and medical education in a united Europe where medicine is practiced in accordance with the highest ethical principles.“

## Mitglieder
Anders als beispielsweise bei der IFMSA kann die Mitgliedschaft bei der EMSA nicht nur als Nationalvertretung der Medizinstudierenden (NMO - „National Member Organisation“), sondern auch als Einzelperson und vor allem als einzelne Fakultät (FMO - „Faculty Member Organisation“) beantragt werden. Jede FMO wird dabei von zwei Local Coordinators (LCs) geleitet. Darüber hinaus kann sich eine FMO relativ frei organisieren, so dass dies je nach Land sehr unterschiedlich gehandhabt wird. Pro Mitgliedsland gibt es darüber hinaus einen National Coordination (NC), der die einzelnen nationalen FMOs koordiniert.
Als FMO ist man dabei bei den General Assemblies (GA) der EMSA nur dann stimmberechtigt, wenn man eine volle Mitgliedschaft (Full Membership) innehat.
Insgesamt sind aktuell mehr als 130 Faculty Member Organisations aus 30 europäischen Ländern Mitglied der EMSA (Stand: Mai 2022).

### EMSA Deutschland
In Deutschland arbeiten die FMOs dabei häufig sehr eng mit den lokalen Fachschaften zusammen. Die deutsche Koordination läuft über die beiden National Officers on European Integration (NOEI) der Bundesvertretung der Medizinstudierenden in Deutschland, die zeitgleich die National Coordinator der EMSA Deutschland sind.
In Deutschland gibt es FMOs dabei an folgenden Standorten:
- EMSA Freiburg
- EMSA Heidelberg
- EMSA LMU München
- EMSA TU München
- EMSA Berlin
- EMSA Bonn
- EMSA Köln
- EMSA Münster
- EMSA Jena
- EMSA Tübingen
- EMSA Frankfurt
- EMSA Hamburg
- EMSA Giessen
- EMSA Lübeck
- EMSA Leipzig
- EMSA Mannheim
- EMSA Göttingen
- EMSA Würzburg
- EMSA Bochum

## Partner
Die EMSA arbeitet mit einer Vielzahl an anderen Interessensvertretungen und Studierendenorganisationen zusammen:
- The European Union of General Practitioners
- The European Union of Medical Specialist
- European Council of Medical Orders
- AEMH
- European Junior Doctors
- European Federation of Salaried Doctors
- European Pharmaceutical Students’ Associations
- European Dental Students’ Association
- The European Federation of Psychology Students’ Association